# 償い (矢口敦子)
『償い』（つぐない）は、矢口敦子による日本の小説。
発行部数は60万部を超え、2012年に著者の作品の中で初めて実写化された。

## あらすじ
かつて優秀な脳外科医だった日高英介は、同時期にある患者の死と息子の死が相次ぎ、同僚医師の医療ミスの責任を引き受け解雇される。更に、目の前で妻に自殺され絶望した日高はホームレスとなり、かつて自分が初めて人の命を助けた場所「光市」へと流れ着く。ある夜、食料調達の最中に火事を目撃し近隣住民に通報してもらうが、焼け跡から死体が発見され、第一発見者である日高は警察に疑われてしまう。取り調べを担当した山岸刑事は、日高の知的な一面を見抜き無実を確信、同じ頃に発生していたいわゆる「社会的弱者」の事件の調査をそれとなく依頼する。
図書館で新聞を読みながら事件の概要を調べていた日高は、人の心の泣き声が聞こえるという頭脳明晰な少年と知り合う。彼こそ、日高が初めて命を助けた少年・草薙真人（まこと）だった。真人が無事に成長していたことに安堵し、正体を明かさないままホームレスとして親しくなっていくが、一連の事件は「泣き声」を哀れに思った真人が起こしたものではないかとの疑いを持つ。

## 登場人物

### 主要人物
日高 英介（ひだか えいすけ）
ホームレス。36歳。伊達男に因んで、他のホームレスらからは「伊達（だて）ちゃん」と呼ばれる。
優秀な脳外科医だったが、かつて自分が手術をし救った患者が、その手術で使用したヒト乾燥硬膜がプリオンに感染しており、数年後にクロイツフェルト・ヤコブ病で亡くなったこと、3歳の息子がインフルエンザ脳症で死亡し、そのことで責められたと感じた妻が目の前で自殺したことに絶望し、ホームレスになる。
草薙 真人（くさなぎ まこと）
15歳。中学3年生。頭脳明晰な少年。人の「心の泣き声」を感じ取ることができる特殊体質の持ち主。父・重人（しげと）は都庁の役人、母・加寿子は主婦。
2歳の時に女の子と間違えられて、幼児性的虐待の常習犯に誘拐され殺されかけたが、医師免許を取って間もなかった日高が偶然居合わせ、犯人を追跡し、救命措置を施され事なきをえた。
山岸 徹男（やまぎし てつお）
埼玉県警察署刑事一課の刑事。
放火事件の容疑者として連行された日高の無実を信じ、同じ頃に発生していた事件の調査を依頼する。
敦賀（つるが）
埼玉県警光警察署署長。福島倫也とは遠い親戚。

### ホームレス
クラ
段ボールハウス村のホームレス。サンタクロースのような白い髭をたくわえた老人。左足が不自由。
ウメ
段ボールハウス村のホームレス。「ホームレス撲滅委員会」を名乗る若者らにより、ハウスに花火を投げ入れられ大火傷を負い、危篤状態を経て死亡。
アオ
日高と年格好が似たホームレス。公園をねぐらにするホームレスたちのリーダー格。日高がホームレス撲滅委員会に襲撃された際に奪われた革ジャンパーをかけられた状態で死んでいるところを日高が発見する。
橋本（はしもと）
アオと行動を共にしていた年配のホームレス。アオのキャッシュカードや通帳を所持していたため、殺害容疑で逮捕される。
モイ
ホームレス。アオの死亡推定時刻に、酔いつぶれている橋本の側から立ち去る中学生くらいの男を目撃した。段ボールハウスに絵を描いている。

### 事件関係者
川路 竜郎（かわじ たつろう）
高校生。ストリートミュージシャン。小学4年生の弟・洋平の進路方針を巡って両親の口論が絶えず、父が母と弟を殺して焼身自殺し、家が焼失した。
野瀬 富士子（のせ ふじこ）
40歳。63歳の母親と2人暮らし。幼い頃の事故で両足が麻痺し、車椅子を使用している。エッセイを書いたり、地方で講演をしたりしていた。自宅前の門口で首を切られ死亡する。
関口 三郎（せきぐち さぶろう）
8月に発生した未解決の殺人事件の被害者。介護が必要な妻と2人暮らしだった。娘の真奈美は、結婚を反対され駆け落ちした。
堀田 周一（ほった しゅういち）
野瀬家の向かいの住人。富士子と不倫関係にあり、痴情のもつれで殺害した容疑で逮捕されるが、容疑を否認する。
堀田 夕子（ほった ゆうこ）
周一の妻。

### その他
日高 広恵（ひだか ひろえ）
日高の亡き妻。父親は大学病院の教授だったが、結婚して間もなく亡くなっている。
休診日に3歳の息子・大輔がインフルエンザに罹り、夫は仕事で帰って来られず、開いている病院を探して車で3時間走り回っている間に、手遅れになり亡くなってしまった。夫が別件で解雇された際、責められたと感じ発作的にベランダから飛び降り自殺をする。
長沢 美和子（ながさわ みわこ）
日高の医学部の一級下の後輩。現在は父親の医院を継いで内科医になっている。かつて、日高とのデートで光市を訪れた際に真人の誘拐現場に居合わせた。
村井 邦博（むらい くにひろ）
真人を誘拐し、女の子でないと分かると、殺そうとした男。幼児に対する性的虐待の常習犯。当時29歳。
福島 倫也（ふくしま ともや）
真人と小学校から一緒の同級生。心臓が悪い。学校で倒れ、入院していたが、クリスマスの日に果物ナイフで自らの胸を刺して死亡する。
桑原 真奈美（くわはら まなみ）
関口夫妻の娘。結婚を反対され駆け落ちした。現在、癌が全身に転移し余命いくばくもない。
桑原 満男（くわはら みつお）
真奈美の夫。子連れで再婚した。現在無職。
三井 珠子（みつい たまこ）
市立病院の看護師。福島倫也が死亡した状況を日高に伝える。山岸とは親戚。
13年前、真人が救急車で運ばれた時に担当看護師だった。

## 漫画
太田紅美により漫画化され、幻冬舎コミックスで出ている。

## テレビドラマ
2012年11月17日から12月1日まで、NHK BSプレミアムで毎週土曜22:00 - 22:49（JST）に放送。全3回。

### キャスト
- 日高英介 - 谷原章介
- 日高広恵 / 堀田夕子（二役） - 芦名星
- 草薙真人 - 今井悠貴
- クラ - 下條アトム
- 村井 - 和田聰宏
- 加寿子 - 冨樫真
- 堀田周一 - 趙珉和
- 沼田 - 載寧龍二
- 佐千代 - 岡まゆみ
- 佐川 - 田中隆三
- アオ - 原田裕章
- 星野弘樹 - 佐藤詩音
- 野瀬富士子 - 栗田よう子
- 逸子 - 渚あき
- 麻美 - 滝沢涼子
- 川路竜郎 - 渋江譲二
- モイ - 松浦祐也
- 黒崎三郎 - 甲本雅裕
- 山岸徹男 - 中原丈雄
- 長沢美和子 - 木村多江

### スタッフ
- 原作：矢口敦子『償い』
- 脚本：旺季志ずか、源孝志
- 音楽：溝口肇
- 制作統括：鳥本秀昭（NHK編成局）、川崎直子（NHKエンタープライズ）、槙哲也（ホリプロ）
- プロデュース：中田好美
- 演出：源孝志（オッティモ）
- 制作：NHKエンタープライズ
- 制作・著作：NHK、ホリプロ

### 放送リスト
| 各話  | 放送日         | サブタイトル |
| ----- | -------------- | ------------ |
| 第1回 | 2012年11月17日 | 疫病神       |
| 第2回 | 2012年11月24日 | 心の死       |
| 第3回 | 2012年12月01日 | 再生         |